# Liste der Baudenkmäler im Wuppertaler Wohnquartier Brill (G–O)
Die Liste der Baudenkmäler im Wuppertaler Wohnquartier Brill (G–O) enthält die denkmalgeschützten Bauwerke auf dem Gebiet von Wuppertal-Brill in Nordrhein-Westfalen (Stand: November 2011). Diese Baudenkmäler sind in der Denkmalliste der Stadt Wuppertal eingetragen; Grundlage für die Aufnahme ist das Denkmalschutzgesetz Nordrhein-Westfalen (DSchG NRW).

## Auszug aus der Denkmalliste

### Eingetragene Baudenkmäler
| Bild           | Bezeichnung               | Lage                                | Beschreibung | Bauzeit                           | Eingetragen seit   | Denkmal- nummer |
| -------------- | ------------------------- | ----------------------------------- | --- | --------------------------------- | ------------------ | --------------- |
| weitere Bilder | Villa                     | Brill Goebenplatz 2 Karte           | | 1914                              | 18. April 1997     | 4046 Wikidata   |
| weitere Bilder | Villa                     | Brill Goebenstraße 7 Karte          | Villa de Weerth | um 1900                           | 9. Dezember 1985   | 659 Wikidata    |
| weitere Bilder | Villa                     | Brill Goebenstraße 16 Karte         | | 1898/1899                         | 26. Juni 1991      | 1900 Wikidata   |
| weitere Bilder | Villa                     | Brill Goebenstraße 20 Karte         | | um 1900                           | 26. September 1986 | 878 Wikidata    |
| weitere Bilder | Villa                     | Brill Goebenstraße 21 Karte         | | 1909                              | 12. Februar 1987   | 971 Wikidata    |
| weitere Bilder | Teehaus und Garten        | Brill Goebenstraße 21 Karte         | | nach 1900                         | 31. August 2001    | 4191 Wikidata   |
| weitere Bilder | Villa                     | Brill Goebenstraße 24 Karte         | | Anfang des 20. Jahrhunderts       | 24. April 1984     | 18 Wikidata     |
| weitere Bilder | Friedhof                  | Brill Katernberger Straße Karte     | Gesamte Anlage Friedhof Katernberger Straße, auch Niederländisch-ref. Friedhof. Bestehend aus Zuwegung, samt Lindenbestand, Kapelle (bezogen auf den historischen Baubestand aus dem Jahr 1909) und Friedhofsareal | 1851                              | 7. August 2008     | 3556 Wikidata   |
| weitere Bilder | Wohnhaus                  | Brill Katernberger Straße 2 Karte   | | um 1900                           | 13. November 1986  | 912 Wikidata    |
| weitere Bilder | Wohnhaus                  | Brill Katernberger Straße 4 Karte   | | um 1900                           | 3. Dezember 1984   | 203 Wikidata    |
| weitere Bilder | Wohnhaus                  | Brill Katernberger Straße 6 Karte   | | um 1900                           | 2. März 1989       | 1532 Wikidata   |
| weitere Bilder | Villa                     | Brill Katernberger Straße 14 Karte  | eine D-Nummer mit Katernberger Str. 16 | Ende des 19. Jahrhunderts         | 11. Februar 2008   | 1296 Wikidata   |
| weitere Bilder | Neben- und Remisengebäude | Brill Katernberger Straße 16 Karte  | eine D-Nummer mit Katernberger Str. 14 | Ende des 19. Jahrhunderts         | 11. Februar 2008   | 1296 Wikidata   |
| weitere Bilder | Villa                     | Brill Katernberger Straße 24 Karte  | | zwischen 1860 und 1870            | 2. April 1993      | 2870 Wikidata   |
| weitere Bilder | Villa                     | Brill Katernberger Straße 41 Karte  | | 1896                              | 6. September 1984  | 130 Wikidata    |
| weitere Bilder | Villa                     | Brill Katernberger Straße 47 Karte  | | 1896                              | 28. Juni 1985      | 525 Wikidata    |
| weitere Bilder | Villa                     | Brill Katernberger Straße 54 Karte  | | spätes 19. Jahrhundert            | 4. März 1985       | 352 Wikidata    |
| weitere Bilder | Villa                     | Brill Katernberger Straße 55 Karte  | Landhaus Hurter | 1923                              | 31. März 1992      | 2127 Wikidata   |
| weitere Bilder | Villa                     | Brill Katernberger Straße 60 Karte  | Änderungsbescheid vom 22. Febr. 2002: Unterschutzstellung erstreckt sich auf das gesamte Gebäude sowie den historischen Teil der Einfriedungsmauer und den Vorgarten                                               | um 1890                           | 9. Juli 1992       | 2306 Wikidata   |
| weitere Bilder | Friedhofskapelle          | Brill Katernberger Straße 61 Karte  | Friedhofskapelle des Niederländisch-ref. Friedhofs (Friedhof Katernberger Straße) | 1909                              | 7. August 2008     | 3556 Wikidata   |
| weitere Bilder | Doppelwohnhaus/Villa      | Brill Katernberger Straße 64 Karte  | eine D-Nummer mit Katernberger Straße 66 | spätes 19. Jahrhundert            | 26. März 1986      | 740 Wikidata    |
| weitere Bilder | Doppelwohnhaus/Villa      | Brill Katernberger Straße 66 Karte  | eine D-Nummer mit Katernberger Straße 64 | spätes 19. Jahrhundert            | 26. März 1986      | 740 Wikidata    |
| weitere Bilder | Wohnhaus                  | Brill Katernberger Straße 72 Karte  | | 1891                              | 10. Februar 1993   | 2744 Wikidata   |
| weitere Bilder | Wohnhaus                  | Brill Katernberger Straße 74 Karte  | | zwischen 1888 und 1892            | 9. März 1993       | 2810 Wikidata   |
| weitere Bilder | Doppelwohnhaus/Villa      | Brill Katernberger Straße 78 Karte  | eine D-Nummer mit Katernberger Straße 80 | Ende des 19. Jahrhunderts         | 9. Oktober 1985    | 609 Wikidata    |
| weitere Bilder | Doppelwohnhaus/Villa      | Brill Katernberger Straße 80 Karte  | eine D-Nummer mit Katernberger Straße 78 | Ende des 19. Jahrhunderts         | 9. Oktober 1985    | 609 Wikidata    |
| weitere Bilder | Villa                     | Brill Katernberger Straße 82 Karte  | | späten 19. Jahrhundert            | 10. Oktober 1985   | 613 Wikidata    |
| weitere Bilder | Doppelwohnhaus/Villa      | Brill Katernberger Straße 84 Karte  | eine D-Nummer mit Katernberger Straße 86 | zwischen 1876 und 1880            | 8. Juli 1993       | 3004 Wikidata   |
| weitere Bilder | Doppelwohnhaus/Villa      | Brill Katernberger Straße 86 Karte  | eine D-Nummer mit Katernberger Straße 84 | zwischen 1876 und 1880            | 8. Juli 1993       | 3004 Wikidata   |
| weitere Bilder | Villa                     | Brill Katernberger Straße 87 Karte  | | 1908                              | 13. Dezember 1985  | 671 Wikidata    |
| weitere Bilder | Villa                     | Brill Katernberger Straße 88 Karte  | | zwischen 1876 und 1880            | 13. Mai 1993       | 2948 Wikidata   |
| weitere Bilder | Villa                     | Brill Katernberger Straße 98 Karte  | | 1893                              | 29. Januar 1988    | 1291 Wikidata   |
| weitere Bilder | Villa                     | Brill Katernberger Straße 106 Karte | | um 1900                           | 4. September 1987  | 1121 Wikidata   |
| weitere Bilder | Villa                     | Brill Katernberger Straße 110 Karte | | 1927                              | 27. April 1988     | 1293 Wikidata   |
| weitere Bilder | Wohnhaus                  | Brill Katernberger Straße 111 Karte | | um 1927                           | 11. November 1993  | 3179 Wikidata   |
| weitere Bilder | Villa                     | Brill Katernberger Straße 134 Karte | |                                   | 23. Juni 1992      | 2279 Wikidata   |
| weitere Bilder | Villa                     | Brill Katernberger Straße 136 Karte | | 1894–1896                         | 28. Januar 1988    | 1290 Wikidata   |
| weitere Bilder | Villa                     | Brill Katernberger Straße 138 Karte | | 1904                              | 2. Februar 1988    | 1292 Wikidata   |
| weitere Bilder | Villa                     | Brill Katernberger Straße 149 Karte | Villa Boeddinghaus | 1907/08                           | 7. April 1993      | 2878 Wikidata   |
| weitere Bilder | Wohnhaus                  | Brill Katernberger Straße 160 Karte | eine D-Nummer mit Katernberger Straße 162 | Ende des 19. Jahrhunderts         | 2. September 1988  | 1452 Wikidata   |
| weitere Bilder | Wohnhaus                  | Brill Katernberger Straße 162 Karte | eine D-Nummer mit Katernberger Straße 160 | Ende des 19. Jahrhunderts         | 2. September 1988  | 1452 Wikidata   |
| weitere Bilder | Villa                     | Brill Katernberger Straße 169 Karte | | um 1900                           | 20. Dezember 1984  | 230 Wikidata    |
| weitere Bilder | Gartenhaus und Remise     | Brill Katernberger Straße 197 Karte | Parkschlösschen | zwischen 1888 und 1892            | 10. Januar 1994    | 3242 Wikidata   |
| weitere Bilder | Villa                     | Brill Kirschbaumstraße 6 Karte      | | 1897                              | 19. September 1986 | 873 Wikidata    |
| weitere Bilder | Villa                     | Brill Kirschbaumstraße 15 Karte     | | zwischen 1897 und 1901            | 14. Februar 1994   | 3282 Wikidata   |
| weitere Bilder | Wohnhaus                  | Brill Kirschbaumstraße 21 Karte     | | zwischen 1897 und 1901            | 24. März 1994      | 3333 Wikidata   |
| weitere Bilder | Villa                     | Brill Kirschbaumstraße 24 Karte     | | 1910                              | 21. Januar 1988    | 1286 Wikidata   |
| weitere Bilder | Villa                     | Brill Kirschbaumstraße 25 Karte     | | 1908                              | 25. Januar 1988    | 1287 Wikidata   |
| weitere Bilder | Wohnhaus                  | Brill Kirschbaumstraße 28 Karte     | | um 1895                           | 11. Mai 1992       | 2218 Wikidata   |
| weitere Bilder | Wohnhaus                  | Brill Kirschbaumstraße 30 Karte     | | um 1895                           | 11. Mai 1992       | 2219 Wikidata   |
| weitere Bilder | Villa                     | Brill Moltkestraße 6 Karte          | | Ende des 19. Jahrhunderts         | 18. Dezember 1987  | 1249 Wikidata   |
| weitere Bilder | Villa                     | Brill Moltkestraße 8 Karte          | | um 1900                           | 21. Juli 1986      | 826 Wikidata    |
| weitere Bilder | Villa                     | Brill Moltkestraße 14 Karte         | | zwischen 1897 und 1901            | 10. Januar 1994    | 3241 Wikidata   |
| weitere Bilder | Villa                     | Brill Moltkestraße 15 Karte         | | 1909                              | 28. November 1994  | 3607 Wikidata   |
| weitere Bilder | Villa                     | Brill Moltkestraße 17 Karte         | | Anfang des 20. Jahrhunderts       | 24. Januar 1985    | 257 Wikidata    |
| weitere Bilder | Doppelwohnhaus/Villa      | Brill Moltkestraße 18 Karte         | eine D-Nummer mit Moltkestraße 18a | spätes 19. Jahrhundert            | 2. September 1988  | 1449 Wikidata   |
| weitere Bilder | Doppelwohnhaus/Villa      | Brill Moltkestraße 18 a Karte       | eine D-Nummer mit Moltkestraße 18 | spätes 19. Jahrhundert            | 2. September 1988  | 1449 Wikidata   |
| weitere Bilder | Villa                     | Brill Moltkestraße 19 Karte         | | Anfang des 20. Jahrhunderts       | 24. Januar 1985    | 258 Wikidata    |
| weitere Bilder | Villa                     | Brill Moltkestraße 20 Karte         | | 1896                              | 28. November 1994  | 3600 Wikidata   |
| weitere Bilder | Doppelwohnhaus/Villa      | Brill Moltkestraße 21 Karte         | | zwischen 1885 und 1895            | 25. Mai 1992       | 2236 Wikidata   |
| weitere Bilder | Doppelwohnhaus/Villa      | Brill Moltkestraße 23 Karte         | | zwischen 1885 und 1895            | 16. Juni 1992      | 2272 Wikidata   |
| weitere Bilder | Doppelwohnhaus/Villa      | Brill Moltkestraße 31 Karte         | | Wende vom 19. zum 20. Jahrhundert | 24. Januar 1985    | 267 Wikidata    |
| weitere Bilder | Doppelwohnhaus/Villa      | Brill Moltkestraße 33 Karte         | | Wende vom 19. zum 20. Jahrhundert | 24. Januar 1985    | 268 Wikidata    |
| weitere Bilder | Villa                     | Brill Moltkestraße 40 Karte         | | 1900                              | 14. April 1989     | 1582 Wikidata   |
| weitere Bilder | Villa                     | Brill Moltkestraße 51 Karte         | eine D-Nummer mit Moltkestraße 51a | um 1900                           | 24. Januar 1985    | 269 Wikidata    |
| weitere Bilder | Remise                    | Brill Moltkestraße 51 a Karte       | eine D-Nummer mit Moltkestraße 51 | um 1900                           | 24. Januar 1985    | 269 Wikidata    |
| weitere Bilder | Doppelwohnhaus/Villa      | Brill Moltkestraße 64 Karte         | Doppelhaus mit Moltkestraße 66 | 1904                              | 3. Dezember 1984   | 206 Wikidata    |
| weitere Bilder | Villa                     | Brill Moltkestraße 65 Karte         | | um 1900                           | 24. Januar 1985    | 259 Wikidata    |
| weitere Bilder | Doppelwohnhaus/Villa      | Brill Moltkestraße 66 Karte         | Doppelhaus mit Moltkestraße 64 | 1904                              | 3. Dezember 1984   | 207 Wikidata    |
| weitere Bilder | Villa                     | Brill Moltkestraße 67 Karte         | Villa Moltkestraße 67 | kurz nach 1900                    | 24. Januar 1985    | 270 Wikidata    |
| weitere Bilder | Villa                     | Brill Moltkestraße 71 Karte         | | kurz nach 1900                    | 24. Januar 1985    | 271 Wikidata    |
| weitere Bilder | Villa                     | Brill Moltkestraße 73 Karte         | | um 1900                           | 13. November 1984  | 183 Wikidata    |
| weitere Bilder | Villa                     | Brill Mozartstraße 6 Karte          | | spätes 19. Jahrhundert            | 4. April 1986      | 745 Wikidata    |
| weitere Bilder | Wohnhaus                  | Brill Mozartstraße 7 Karte          | | zwischen 1895 und 1899            | 22. September 1993 | 3112 Wikidata   |
| weitere Bilder | Wohnhaus                  | Brill Mozartstraße 9 Karte          | | zwischen 1897 und 1901            | 25. November 1994  | 3589 Wikidata   |
| weitere Bilder | Villa                     | Brill Mozartstraße 19 Karte         | | 1913                              | 27. Januar 1988    | 1289 Wikidata   |
| weitere Bilder | Wohnhaus                  | Brill Mozartstraße 21 Karte         | eine D-Nummer mit Mozartstraße 23 | 1905                              | 27. Januar 1993    | 2715 Wikidata   |
| weitere Bilder | Wohnhaus                  | Brill Mozartstraße 23 Karte         | eine D-Nummer mit Mozartstraße 21 | 1905                              | 27. Januar 1993    | 2715 Wikidata   |
| weitere Bilder | Wohnhaus                  | Brill Mozartstraße 38 Karte         | eine D-Nummer mit Mozartstraße 40 | 1960                              | 16. Januar 2001    | 4077 Wikidata   |
| weitere Bilder | Wohnhaus                  | Brill Mozartstraße 40 Karte         | eine D-Nummer mit Mozartstraße 38 | 1960                              | 16. Januar 2001    | 4077 Wikidata   |
| weitere Bilder | Wohnhaus                  | Brill Mozartstraße 44 Karte         | | 1904                              | 27. Februar 1992   | 2063 Wikidata   |
| weitere Bilder | Wohnhaus                  | Brill Mozartstraße 46 Karte         | | um 1900                           | 4. April 1986      | 744 Wikidata    |
| weitere Bilder | Wohnhaus                  | Brill Mozartstraße 47 Karte         | | 1924/25                           | 25. Februar 1993   | 2788 Wikidata   |
| weitere Bilder | Wohnhaus                  | Brill Mozartstraße 48 Karte         | | um 1905                           | 19. Januar 1993    | 2676 Wikidata   |
| weitere Bilder | Wohnhaus                  | Brill Mozartstraße 49 Karte         | | um 1905                           | 4. Februar 1992    | 2023 Wikidata   |
| weitere Bilder | Wohnhaus                  | Brill Mozartstraße 50 Karte         | | um 1900                           | 21. März 1989      | 1555 Wikidata   |
| weitere Bilder | Wohnhaus                  | Brill Mozartstraße 51 Karte         | | 1905                              | 20. Januar 1993    | 2700 Wikidata   |
| weitere Bilder | Wohnhaus                  | Brill Mozartstraße 52 Karte         | | 1906                              | 27. Februar 1992   | 2059 Wikidata   |
| weitere Bilder | Wohnhaus                  | Brill Mozartstraße 54 Karte         | | 1909                              | 13. Dezember 1991  | 1979 Wikidata   |
| weitere Bilder | Wohnhaus                  | Brill Mozartstraße 56 Karte         | | um 1905                           | 29. Januar 1992    | 2010 Wikidata   |
| weitere Bilder | Wohnhaus                  | Brill Mozartstraße 61 Karte         | eine D-Nummer mit Bayreuther Straße 23, 25, Mozartstraße 63, Richard-Wagner-Straße 2, 4 | 1928                              | 13. November 1992  | 2538 Wikidata   |
| weitere Bilder | Wohnhaus                  | Brill Mozartstraße 63 Karte         | eine D-Nummer mit Bayreuther Straße 23, 25, Mozartstraße 61, Richard-Wagner-Straße 2, 4 | 1928                              | 13. November 1992  | 2538 Wikidata   |
| weitere Bilder | Wohnhaus                  | Brill Mozartstraße 64 Karte         | | 1928                              | 28. Januar 1993    | 2720 Wikidata   |
| weitere Bilder | Wohnhaus                  | Brill Mozartstraße 66 Karte         | | 1906                              | 25. Februar 1992   | 2049 Wikidata   |
| weitere Bilder | Wohnhaus                  | Brill Mozartstraße 68 Karte         | | 1905                              | 27. Februar 1992   | 2058 Wikidata   |
| weitere Bilder | Wohnhaus                  | Brill Mozartstraße 70 Karte         | eine D Nummer mit Bayreuther Straße 21 | um die Jahrhundertwende           | 16. April 1985     | 407 Wikidata    |
| weitere Bilder | Wohnhaus                  | Brill Nützenberger Straße 6 Karte   | | vor 1895                          | 4. Februar 1992    | 2020 Wikidata   |
| weitere Bilder | Wohnhaus                  | Brill Nützenberger Straße 8 Karte   | | um 1880                           | 17. September 1992 | 2430 Wikidata   |
| weitere Bilder | Wohnhaus                  | Brill Nützenberger Straße 10 Karte  | | um 1880                           | 17. September 1992 | 2429 Wikidata   |
| weitere Bilder | Wohnhaus                  | Brill Nützenberger Straße 20 Karte  | | gründerzeitlich                   | 3. Oktober 1988    | 1482 Wikidata   |
| weitere Bilder | Wohnhaus                  | Brill Nützenberger Straße 22 Karte  | | gründerzeitlich                   | 14. August 1987    | 1108 Wikidata   |
| weitere Bilder | Wohnhaus                  | Brill Nützenberger Straße 84 Karte  | | um 1895                           | 14. Mai 1993       | 2951 Wikidata   |
| weitere Bilder | Wohnhaus                  | Brill Nützenberger Straße 86 Karte  | | zwischen 1873 und 1876            | 21. Juli 1993      | 3022 Wikidata   |

### Baudenkmäler in Bearbeitung
Folgende Objekte werden noch geprüft oder ihr Status ist in der Denkmalliste nicht klar ersichtlich.
| Bild           | Bezeichnung            | Lage                        | Beschreibung                              | Bauzeit | Eingetragen seit | Denkmal- nummer |
| -------------- | ---------------------- | --------------------------- | ----------------------------------------- | ------- | ---------------- | --------------- |
| weitere Bilder | Villa mit Gartenanlage | Brill Moltkestraße 43 Karte | als Denkmal klassifiziert (ohne D-Nummer) |         |                  | 0 Wikidata      |

### Ausgetragene Baudenkmäler
| Bild           | Bezeichnung             | Lage                               | Beschreibung | Bauzeit                | Eingetragen seit | Denkmal- nummer |
| -------------- | ----------------------- | ---------------------------------- | --- | ---------------------- | ---------------- | --------------- |
| weitere Bilder | Wohn- und Geschäftshaus | Brill Nützenberger Straße 94 Karte | Die Gaststätte Rebenhäuschen (Nützenberger Straße 94) fiel am 22. August 2009 einen Brand zum Opfer und wurde im September 2010 vollständig niedergelegt. | zwischen 1820 und 1849 | 2. August 1993   | 3045 Wikidata   |